# Cervalces
Cervalces är ett utdött monotypiskt släkte i familjen hjortdjur som levde under pleistocen i Nordamerika. Den enda kända arten, Cervalces scotti, liknade allmänt älgen i utseende med långa extremiteter och ett huvud som påminde om wapitihjorten. Arten dog troligen ut för 11 500 år sedan under senaste istidens slutskede som en del av ett massutdöende av Nordamerikas megafauna.

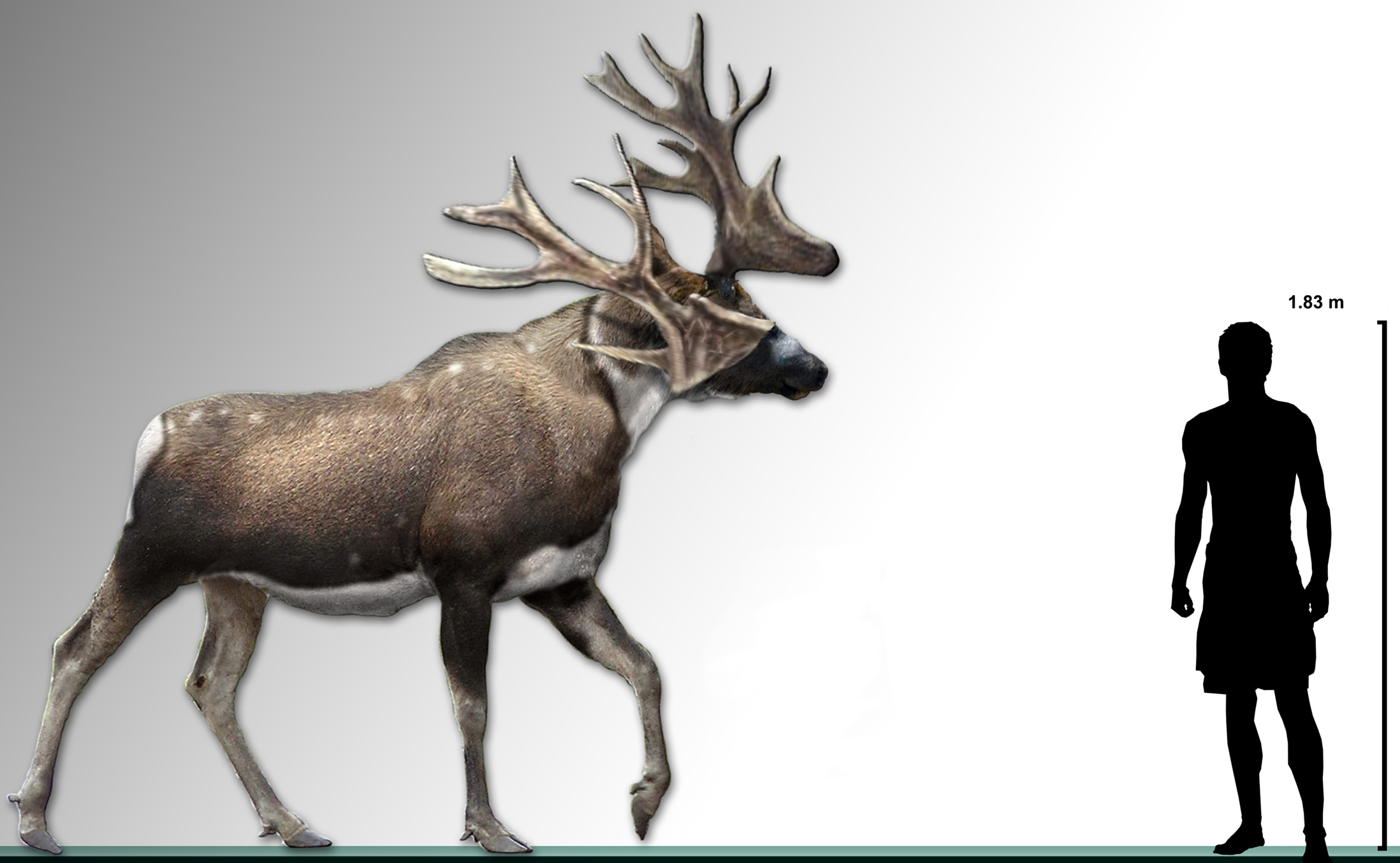
Storleksjämförelse med människan.

De första fynd som tillskrevs arten hittades ungefär 1805 av William Clark i Boone County, Kentucky. Platsen är känd för flera andra fossil från Nordamerikas megafauna. 1885 upptäckte William Barryman Scott ett mera komplett skelett i New Jersey. Senare hittades även mumifierade rester.
Det antas att arten höll till i våtmarker från södra Kanada till Arkansas och från Iowa till New Jersey. När inlandsisen drog sig tillbaka kom älgen från Asien över en landbro vid Berings hav till Cervalces scottis levnadsområde. Konkurrensen mellan de båda arterna orsakade troligen Cervalces scottis utdöende. Människans betydelse för massutdöendet av Nordamerikas megafauna är omstridd. Medan några studier påpekar att det inte finns paleontoligska bevis för människans inverkan bedömer andra teorier människans jakt som en betydande orsak till utrotningen. En tredje teori ser sjukdomar som överfördes av små däggdjur i människans följe som en avgörande anledning till massutdöendet.